# کلبیا (مجارستان)
کِلِبیا (به مجاری:  Kelebia) یک منطقهٔ مسکونی در مجارستان است که در سوبتیتسا واقع شده‌است. کلبیا ۶۶٫۷۰ کیلومتر مربع مساحت و ۳٬۰۱۹ نفر جمعیت دارد.